# Argonauta böttgeri
Argonauta böttgeri är en bläckfiskart som beskrevs av Maltzan 1881. Argonauta böttgeri ingår i släktet Argonauta och familjen Argonautidae. Inga underarter finns listade i Catalogue of Life.